# Space Capsule Recovery Experiment
Pour les articles homonymes, voir SRE.
Le Space Capsule Recovery Experiment (SRE) est un programme expérimental mené par l'ISRO, l'agence spatiale indienne, dans le but d'acquérir la maîtrise des technologies de récupération d'engins spatiaux. La première capsule issue de ce programme, SRE-1, a été lancée par une fusée PSLV le 10 janvier 2007 puis récupérée avec succès le 22 janvier.
La capsule spatiale expérimentale SRE-1 a été lancée le 10 janvier 2007 à 03h53 GMT à partir du Centre spatial Satish-Dhawan par l'ISRO. Le lancement a été effectué en utilisant le lanceur PSLV C7, qui a également lancé trois autres satellites, CARTOSAT-2, Lapan-TUBsat (en), et PehuenSat 1. Elle est restée en orbite pendant 12 jours avant de rentrer dans l'atmosphère et d’amerrir dans le golfe du Bengale à 04:16 GMT le 22 janvier,,.

## Aperçu
SRE-1 a été conçu pour démontrer la capacité de récupérer une capsule spatiale en orbite, et la technologie d'une plate-forme orbitale pour effectuer des expériences en microgravité. Il a également pour but de tester un système de protection thermique réutilisable, la navigation, le guidage et les contrôles, l'aéro-thermodynamique hypersonique, la gestion de panne de communication, la décélération et un système de flottation et des opérations de récupération,,.

## Conception
La capsule SRE-1 pèse 555 kg. Elle comprend une structure thermo-aérodynamique (ATS), une structure interne, une unité de gestion, une unité de capteurs d'altitude et de mesure inertielle, un transpondeur mode S avec une seule antenne ceinture intégrée à l'ATS, les blocs d'énergie et d'électronique pour alimenter le système de décélération et de flottaison. Elle abrite également deux charges utiles en microgravité. Elle a une forme de sphère-cône arrondie avec un nez sphérique d'environ 0,5 m de rayon, la base mesure 2 m de diamètre et la hauteur 1,6 m. Le parachute, les systèmes pyrotechniques, les blocs avioniques du système de déclenchement et du séquenceur, le système de suivi et de télémesure et les capteurs pour la mesure des paramètres de performances du système sont placés dans la capsule SRE-1. Les parachutes de la capsule SRE ont été fournis par l'ADRDE (en).
Pour résister à la chaleur causée par la rentrée atmosphérique, le SRE-1 a un bouclier thermique en forme de cône constitué de tuiles de silice sur une grande partie de la surface, et une coiffe du nez ablative en composite de carbone-phénoliques. L'ISRO travaille également sur la technologie pour la fabrication de boucliers thermiques en composites de carbone-carbone, qui, avec les tuiles de silice testées avec le SRE-1, pourraient trouver une utilisation dans des véhicules spatiaux réutilisables futurs.

## Rentrée et récupération
SRE-1 était sur une orbite circulaire polaire à une altitude de 637 km. En préparation pour sa rentrée, SRE-1 a été envoyé sur une orbite elliptique avec un périgée de 485 km et un apogée de 639 km en lançant les commandes du centre de contrôle des engins de l'ISTRAC à Bangalore le 19 janvier 2007. Les opérations critiques de de-boost ont été exécutées à partir du SCC, Bangalore soutenu par un réseau de stations au sol à Bangalore, Lucknow, Sriharikota, Mauritius, Biak en Indonésie, Saskatoon au Canada, Svalbard en Norvège en plus de terminaux embarqués et aéroportés.
Le 22 janvier 2007, la réorientation de la capsule SRE-1 pour les opérations de de-boost a débuté à 08h42 IST. Le de-boost a débuté à 9 heures 00 avec la mise à feu des moteurs-fusées et les opérations ont été achevées à 09h10. À 9 heures 17, la capsule SRE-1 a été réorientée pour sa rentrée dans l'atmosphère dense. La capsule a fait sa rentrée à 09h37 am à une altitude de 100 km avec une vitesse de 8 km/s (environ 29 000 km/h). Lors de sa rentrée, la capsule a été protégée de la chaleur intense par un matériau ablatif de carbone phénolique et par les tuiles de silice sur sa surface extérieure.
Au moment où le SRE-1 est descendu à une altitude de 5 km, le freinage aérodynamique a considérablement réduit sa vitesse à 101 m/s (364 km/h). Le pilote et le déploiement du parachute-frein ont contribué à réduire encore sa vitesse à 47 m/s (169 km/h).
Le parachute principal a été déployé à environ 2 km d'altitude. SRE-1 a amerri dans le golfe du Bengale avec une vitesse de 12 m/s (43 km/h) à 09h46 IST (04h16 GMT). Le système de flottation, qui a été immédiatement déclenché, a maintenu à flot la capsule. Les opérations de récupération ont été soutenues et réalisées par la Garde côtière indienne et la marine indienne qui ont utilisé des navires, des avions et des hélicoptères.

## Expériences
Pendant son séjour en orbite, les deux expériences suivantes ont été menées avec succès, à bord du SRE-1, en conditions de microgravité.
- L'une des expériences a étudié la fusion de métal et la cristallisation en conditions de microgravité. Cette expérience, conçue conjointement par l'Institut indien des Sciences, Bangalore et le Institut physico-technique Ioffe (Thiruvananthapuram), a été réalisée dans un four de chauffage isotherme.
- La deuxième expérience, conçue conjointement par le laboratoire métallurgique National Metallurgical Laboratory, Jamshedpur et l'ISRO Satellite Centre (en) Bangalore, a étudié la synthèse de nano-cristaux en conditions de microgravité. Ce fut une expérience dans la conception de biomatériaux mieux reproduire des produits naturels biologiques. Les résultats expérimentaux doivent encore être analysés.